# Der Augenblick der Liebe
Der Augenblick der Liebe ist der erste Roman, den Martin Walser nach seiner Trennung von Suhrkamp in seinem neuen Verlag Rowohlt veröffentlicht hat (2004).

## Inhalt
Wie schon in Das Schwanenhaus und in Jagd ist der Protagonist des Romans der mittlerweile in die Jahre gekommene Immobilienmakler Gottlieb Zürn („Zürn-Romane“). Er bekommt Besuch von der Studentin Beate Gutbrod, die während der Recherche für ihre Dissertation zwei Aufsätze Gottliebs über den französischen Philosophen Julien Offray de La Mettrie (1709–1751) gelesen hat und nun deren Autor persönlich kennenlernen möchte. Aus dieser Bekanntschaft entwickelt sich eine Liebesaffäre, die Gottlieb nach Amerika an die Berkeley-Universität führt, wo er als Gastdozent einen Vortrag über La Mettrie halten soll. Da ihn jedoch seine Stimme im Stich lässt, schafft es Gottlieb ähnlich wie Helmut Halm in Brandung nicht, seinen Text alleine vorzulesen, und muss sich von Beate vertreten lassen. Zudem wird der Inhalt seines Aufsatzes von den Mitgliedern der Universität, allen voran Rick Hardy, sehr zwiespältig aufgenommen (s. u.). Wenig später verlässt Gottlieb Beate und fliegt zurück nach Europa, wo er das Eheleben mit seiner Frau Anna fortsetzt. Der Roman endet mit den gleichen Worten, mit denen er begonnen hat, die Walser-typische Ringkomposition vollzieht dabei aber einen Personenwechsel von der Geliebten zur Ehefrau.

## Hintergrund
Als Reiseerzählung und Liebesgeschichte im akademischen Milieu erinnert Der Augenblick der Liebe in vieler Hinsicht an den älteren Walserroman Brandung. Die künstlerische Innovation liegt vor allem in der Auseinandersetzung mit La Mettrie, die den Roman um philosophische Überlegungen bereichert. Es geht dabei vor allem um die Themen der Erziehung als Ausbildung zum Gefangenen und um das Erziehungs-Nebenprodukt Schuldgefühle. Die Interpretation Rick Hardys im Anschluss an den Vortrag – dessen Manuskript ist auf den Seiten 114–131 vollständig wiedergegeben – ist dabei die zentrale Stelle des Romans: Hardy beschuldigt Gottlieb, er wolle unter dem Vorwand, über La Mettrie und dessen These von der Lebensfeindlichkeit von Schuldgefühlen zu sprechen, den Deutschen einen „Freispruch erschwindeln“, wobei Hardy einen überraschenden Zusammenhang zur Erinnerung an den Holocaust herstellt. Die anschließende Reflexion Gottliebs wirkt wie eine späte Selbstverteidigung Walsers, der sich während der Diskussionen rund um seine Romane Ein springender Brunnen und insbesondere Tod eines Kritikers selbst Vorwürfen des latenten Antisemitismus ausgesetzt sah:

„La Mettrie behauptet, es gebe nichts Unmenschlicheres, nichts Lebensfeindlicheres als remords. Das würde natürlich auch für den Umgang der Deutschen mit ihrer Vergangenheit gelten. Aber das hat er [Zürn] nicht gesagt. Er müßte dann nachweisen, daß es eine Schuld gibt ohne Schuldgefühle. Kein bisschen weglügen, nichts verkleinern, und trotzdem kein Schuldgefühl, keine remords. […] La Mettrie hatte keine Erfahrung mit dem Gedächtnis. Inzwischen wacht das Gedächtnis über das Gewissen. Ob das lebensfeindlich ist, ist dem Gedächtnis egal.“

Zusammenfassen kann man die vorgetragene Position Martin Walsers zum Holocaust demnach wie folgt: Er akzeptiert die Schuld der Deutschen für die NS-Verbrechen ohne Wenn und Aber, jedoch fühlt er sich von den Schuldgefühlen in seinem Lebensdrang eingeschränkt. Diese Aussage ist natürlich sehr subjektiv, was jedoch typisch für die literarische Innerlichkeit ist, die sich wie ein roter Faden durch Martin Walsers Werk zieht. Letztendlich gesteht Walser auch ein, keine Möglichkeit gefunden zu haben, sein Geschichtsbewusstsein mit seinem Wunsch, ganz in der Gegenwart zu leben, zu versöhnen – dieser Luxus muss dem Intellektuellen verwehrt bleiben.

## Ausgaben
- Der Augenblick der Liebe. Roman, gebunden, Rowohlt Verlag, Reinbek 1.–3. Aufl., 2004, ISBN 978-3-498-07353-4
- Der Augenblick der Liebe. Paperback, 253 S., Rowohlt-TB-Verlag, Reinbek 2006,  ISBN 978-3-499-24020-1

Als Hörbuch:
- Der Augenblick der Liebe. Autorenlesung, 7 Audio-CDs, Gesamtlaufzeit 549 Min., mit Booklet, Hoffmann und Campe Verlag, Hamburg 2004, ISBN 978-3-455-30376-6.